# Percarina demidoffii
Percarina demidoffii är en fiskart som beskrevs av Nordmann, 1840. Percarina demidoffii ingår i släktet Percarina och familjen abborrfiskar. IUCN kategoriserar arten globalt som nära hotad. Inga underarter finns listade i Catalogue of Life.